# Franz Sagaischek
Franz Sagaischek (* 17. Oktober 1905; † 28. Oktober 1974) war ein österreichischer Politiker und Abgeordneter zum Kärntner Landtag.
Von Beruf war Franz Sagaischek Kaufmann. Politisch betätigte er sich während der Ersten Republik in der Christlichsozialen Partei. 1936 wurde er Stadtrat in Klagenfurt. Nach dem Zweiten Weltkrieg gehörte er der Österreichischen Volkspartei an und wurde im Mai 1945 erneut Stadtrat in Klagenfurt. Von 25. Juli 1945 bis 28. April 1953 war er Landesrat für Wirtschaft und Gewerbe in mehreren Kärntner Landesregierungen (Piesch III und IV sowie Wedenig I und II) und gehörte während der 16. und 17. Gesetzgebungsperiode dem Kärntner Landtag an.
Er war Mitglied der katholischen Mittelschulverbindung Karantania Klagenfurt.

## Belege
1. ↑  Die Mitglieder der Kärntner Landesregierung. In: Kärntner Nachrichten, 28. Juli 1945, S. 2 (online bei ANNO).
2. ↑  Festschrift Karantania 1906 – 1976. S. 56.

| Personendaten    | Personendaten              |
| ---------------- | -------------------------- |
| NAME             | Sagaischek, Franz          |
| KURZBESCHREIBUNG | österreichischer Politiker |
| GEBURTSDATUM     | 17. Oktober 1905           |
| STERBEDATUM      | 28. Oktober 1974           |